# Храм Богородицы Трипити
Храм Богородицы Трипити (греч. Ναός της Παναγίας Τρυπητής), также именуется: Храм Живоносного источника, официальное название: Храм святого паломничества Богородицы Трипити (греч. Ιερό Προσκύνημα Παναγίας Τρυπητής) — греческий православный храм, расположенный в городе Эйон в Греции, на берегу Коринфского залива. Основан в середине XVI века. Существующий вид приобрел в XIX веке. В 1970 году признан Всегреческим святым местом паломничества. В храме находится икона Богородицы «Трипити», одна из самых почитаемых на Пелопоннесе.

## История
Согласно преданию, около 1550 года, один путешественник потерпел рядом с эти местом кораблекрушение. В ночной темноте он увидел огонёк рядом с берегом. Собрав все свои силы, он устремился к берегу и достиг места, из которого исходил свет. На этом месте он нашёл икону Богородицы, которая освещала всё вокруг. Путешественник упал на колени и начал молиться. На следующий день он известил власти Эйона о находке и внёс деньги на строительство часовни на этом месте. Путешественник стал жить отшельником в небольшой пещере (3 метра глубиной, 2 метра шириной и 2 метра высотой) около места обретения иконы. История иконы до её обретения неизвестна, название «Трипити» дано ей от слова τρύπα (с греч. — «отверстие»), то есть «вход в пещеру».
Храм был построен на месте обретения иконы, на высоте 30 метров над уровнем моря. Частично храм находится в пещере, имеющей глубину 11 метров, ширину 7 метров и высоту 4 метра. Чтобы алтарь церкви находился на месте обретения иконы, его немного сместили к югу. Вскоре здесь возник монастырь, просуществовавший до начала XIX века. Современный храм приобрел свой вид в XIX веке.
К входу в храм со стороны проезжей береговой дороги ведёт мраморная лестница из 150 ступенек, сооруженная в 1870 году по проекту инженера Ангелоса Коризиса. В 1970 году Священным Синодом Греции храм был признан Всегреческим святым местом паломничества.

## Описание
К храму можно подойти двумя путями, либо от проезжей дороги по 150 ступеням, либо по дороге через кипарисовые рощи.
На мраморной доске перед входом в храм имеется надпись: «После страха Божьего, приходит любовь». В притворе храма находится источник святой воды в виде мраморного фонтана. Икона Богородицы Трипити находится справа от алтаря, в пещере.
В храме также находится деревянная рака с мощами святых бессребреников (их имена неизвестны), апостола Луки, святого Елевферия и мученицы Параскевы Римской.